# Tipula ariranhae
Tipula ariranhae är en tvåvingeart som beskrevs av Alexander 1945. Tipula ariranhae ingår i släktet Tipula och familjen storharkrankar. Inga underarter finns listade i Catalogue of Life.